# Тупалы
Тупалы (укр. Тупали) — село в Луковской поселковой общине Ковельского района Волынской области Украины.
До 2020 года входило в Турийский район.
Код КОАТУУ — 0725582907. Население по переписи 2001 года составляет 187 человек. Почтовый индекс — 44821. Телефонный код — 3363. Занимает площадь 1,468 км².